# Champagnemesse
Champagnemessen nennt man die Messen, die ab dem Hochmittelalter sechsmal jährlich in verschiedenen Städten in der Champagne stattfanden.
Messen fanden insgesamt sechsmal jährlich in Troyes, Bar-sur-Aube, Lagny-sur-Marne und Provins statt. Nachweisbar sind sie ab der Mitte des 11. Jahrhunderts, im 12. Jahrhundert gewannen sie an Bedeutung. Im 13. Jahrhundert entwickelten sie sich zu bedeutenden Umschlagplätzen für Mitteleuropa.
Neben dem Warenhandel spielte die Geldwirtschaft auf den Champagnemessen eine wichtige Rolle, ab der Mitte des 13. Jahrhunderts wurde sie sogar bedeutender als der Handel. Geldgeschäfte lagen vor allem in den Händen der Lombarden und Toskaner.
Um die Wende zum 14. Jahrhundert verloren die Messen an Bedeutung. Für den Niedergang, der gegen 1320 abgeschlossen war, sind unter anderem die Verlagerung der Haupthandelswege nach Osten, zunehmende Spannungen zwischen den Kapetingern und den flandrischen Grafen und der Aufschwung italienischer Tuchproduktion verantwortlich.
Die Messen standen unter dem Schutz der Grafen aus dem Haus Blois.